# Olga Haus
Olga Haus (ur. 14 października 1953 we Wrocławiu) – profesor nauk medycznych, lekarz internista i genetyk kliniczny, specjalistka od genetyki nowotworów.

## Życiorys
Urodziła się we Wrocławiu, jako córka Bera Hausa i Sabiny Kotlarek. W 1978 ukończyła studia na Akademii Medycznej we Wrocławiu, gdzie rozpoczęła swą pracę naukową. W 1982 uzyskała stopień doktora nauk medycznych za rozprawę Analiza struktur prążkowych profazalnych i metafazalnych chromosomów człowieka. W 1996 habilitowała się na podstawie rozprawy: Kliniczne znaczenie badań cytogenetycznych w przewlekłej białaczce szpikowej, a 12 października 2006 uzyskała tytuł profesora. Od 1997 pracuje w Akademii Medycznej w Bydgoszczy (w 2004 przekształconej w Collegium Medicum Uniwersytetu Mikołaja Kopernika), organizując od podstaw pracę laboratoryjną, naukową, dydaktyczną i usługową Katedry i Zakładu Genetyki Klinicznej, którego jest kierowniczką. Odbywała wielomiesięczne staże naukowe we Francji (Paryż i Dijon). Współpracuje z organizacjami pozarządowymi zajmującymi się dziećmi z wrodzonymi zaburzeniami rozwoju psychoruchowego. Specjalizuje się w genetyce hematoonkologicznej, genetyce klinicznej i internie.
Olga Haus jest członkiem Komisji Genetyki Człowieka Komitetu Genetyki Medycznej i Patologii Molekularnej Wydziału Nauk Medycznych Polskiej Akademii Nauk, członkiem m.in. Polskiego Towarzystwa Genetycznego i Polskiego Towarzystwa Genetyki Człowieka, przedstawicielem Polski w European Cytogeneticists Association (ECA), a także współzałożycielką i przewodniczącą Sekcji Cytogenetyki Hematoonkologicznej Polskiego Towarzystwa Genetyki Człowieka (PTGC).